# Représentations diplomatiques du Salvador

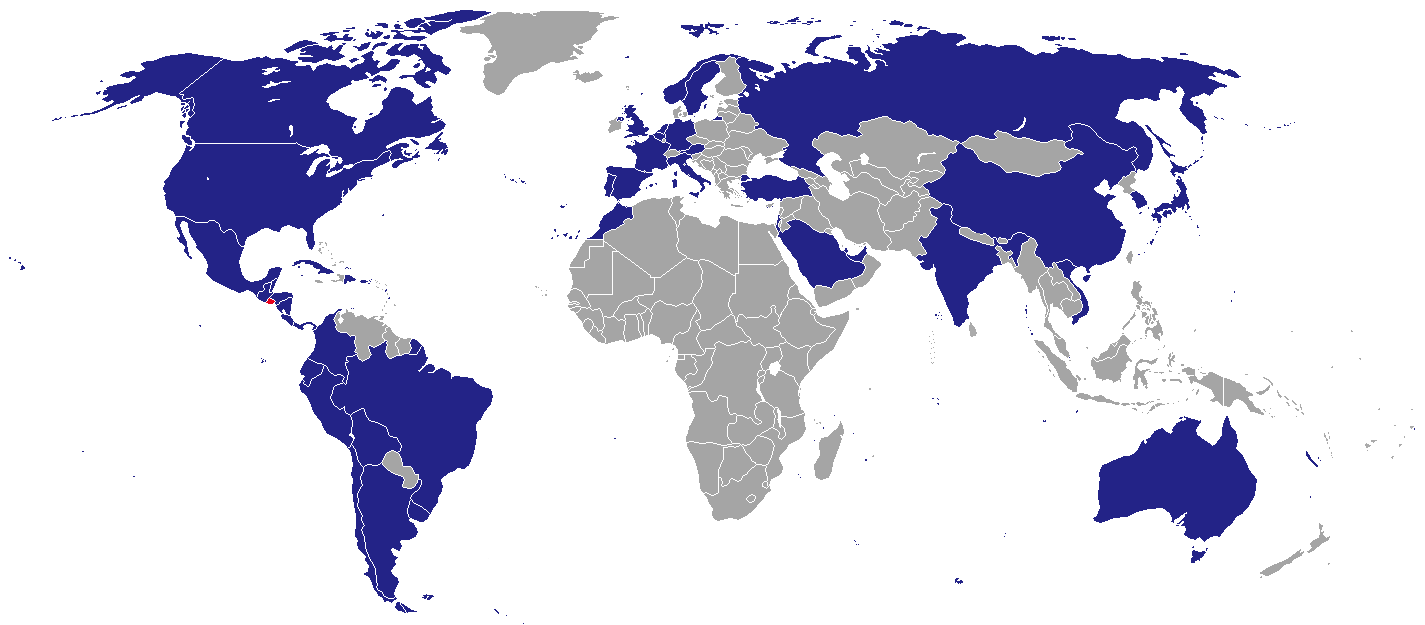
Pays avec des représentations diplomatiques du Salvador.

Ceci est une liste des représentations diplomatiques du Salvador, à l'exclusion des consulats honoraires. Le Salvador est un petit pays d'Amérique centrale avec un nombre modeste de missions diplomatiques à l'étranger.

## Afrique
- Maroc
  - Rabat (ambassade)[1]

## Amérique
- Argentine
  - Buenos Aires (ambassade)
- Belize
  - Belmopan (ambassade)
- Bolivie
  - La Paz (ambassade)
- Brésil
  - Brasilia (ambassade)
- Canada
  - Ottawa (ambassade)
  - Calgary (consulat général)
  - Montréal (consulat général)
  - Toronto (consulat général)
  - Vancouver (consulat général)
  - Winnipeg (consulat général)
- Chili
  - Santiago (ambassade)
- Colombie
  - Bogota (ambassade)
- Costa Rica
  - San José (ambassade)
- Cuba
  - La Havane (ambassade)
- Équateur
  - Quito (ambassade)
- États-Unis
  - Washington (ambassade (en))
  - Aurora (consulat général)
  - Boston (consulat général)
  - Charlotte (consulat général)
  - Chicago (consulat général)
  - Dallas (consulat général)
  - Doral (consulat général)
  - Duluth (consulat général)
  - El Paso (consulat général)
  - Elizabeth (consulat général)
  - Fresno (consulat général)
  - Houston (consulat général)
  - Las Vegas (consulat général)
  - Los Angeles (consulat général)
  - McAllen (consulat général)
  - Nashville (consulat général)
  - New York (consulat général)
  - Omaha (consulat général)
  - Plainview (consulat général)
  - Saint Paul (consulat général)
  - Salt Lake City (consulat général)
  - San Antonio (consulat général)
  - San Bernardino (consulat général)
  - San Francisco (consulat général)
  - Seattle (consulat général)
  - Silver Spring (consulat général)
  - Springdale (consulat général)
  - Tucson (consulat général)
  - Woodbridge (consulat général)
- Guatemala
  - Guatemala (ambassade)
- Honduras
  - Tegucigalpa (ambassade)
  - Choluteca (consulat général)
  - San Pedro Sula (consulat général)
- Mexique
  - Mexico (ambassade)
  - Acayucan (en) (consulat général)
  - Ciudad Juárez (consulat général)
  - Guadalajara (consulat général)
  - Monterrey (consulat général)
  - Oaxaca de Juárez (consulat général)
  - San Luis Potosí (consulat)
  - Tapachula (consulat général)
  - Tijuana (consulat général)
  - Villahermosa (consulat général)
- Nicaragua
  - Managua (ambassade)
- Panama
  - Panama (ambassade)
- Pérou
  - Lima (ambassade)
- République dominicaine
  - Saint-Domingue (ambassade)
- Uruguay
  - Montevideo (ambassade)

## Asie
- Arabie saoudite
  - Riyad (ambassade)
- Chine
  - Pékin (ambassade)
- Corée du Sud
  - Séoul (ambassade)
- Émirats arabes unis
  - Abou Dabi (ambassade)
- Inde
  - New Delhi (ambassade)
- Israël
  - Tel Aviv-Jaffa (ambassade)
- Japon
  - Tokyo (ambassade)
- Qatar
  - Doha (ambassade)
- Singapour
  - Singapour (ambassade)
- Turquie
  - Ankara (ambassade)
- Vietnam
  - Hanoï (ambassade)

## Europe
- Allemagne
  - Berlin (ambassade)
- Autriche
  - Vienne (ambassade)
- Belgique
  - Bruxelles (ambassade)
- Espagne
  - Madrid (ambassade)
  - Barcelone (consulat général)
  - Séville (consulat général)
- France
  - Paris (ambassade)
- Italie
  - Rome (ambassade)
  - Milan (consulat général)
- Norvège
  - Oslo (ambassade)
- Pays-Bas
  - La Haye (ambassade)
- Portugal
  - Lisbonne (ambassade)
- Royaume-Uni
  - Londres (ambassade (en))
- Russie
  - Moscou (ambassade)
- Suède
  - Stockholm (ambassade)
- Vatican
  - Rome (ambassade)[note 1]

## Océanie
- Australie
  - Canberra (ambassade)
  - Melbourne (consulat général)

## Organisations internationales
- ONU
  - Genève (mission permanente aux Nations unies et auprès d'autres organisations internationales)
  - New York (mission permanente)
- Organisation des États américains
  - Washington (mission permanente)
- Organisation des Nations unies pour l'alimentation et l'agriculture
  - Rome (mission permanente)
- Organisation des Nations unies pour l'éducation, la science et la culture
  - Paris (mission permanente)
- Union européenne
  - Bruxelles (mission)

## Galerie

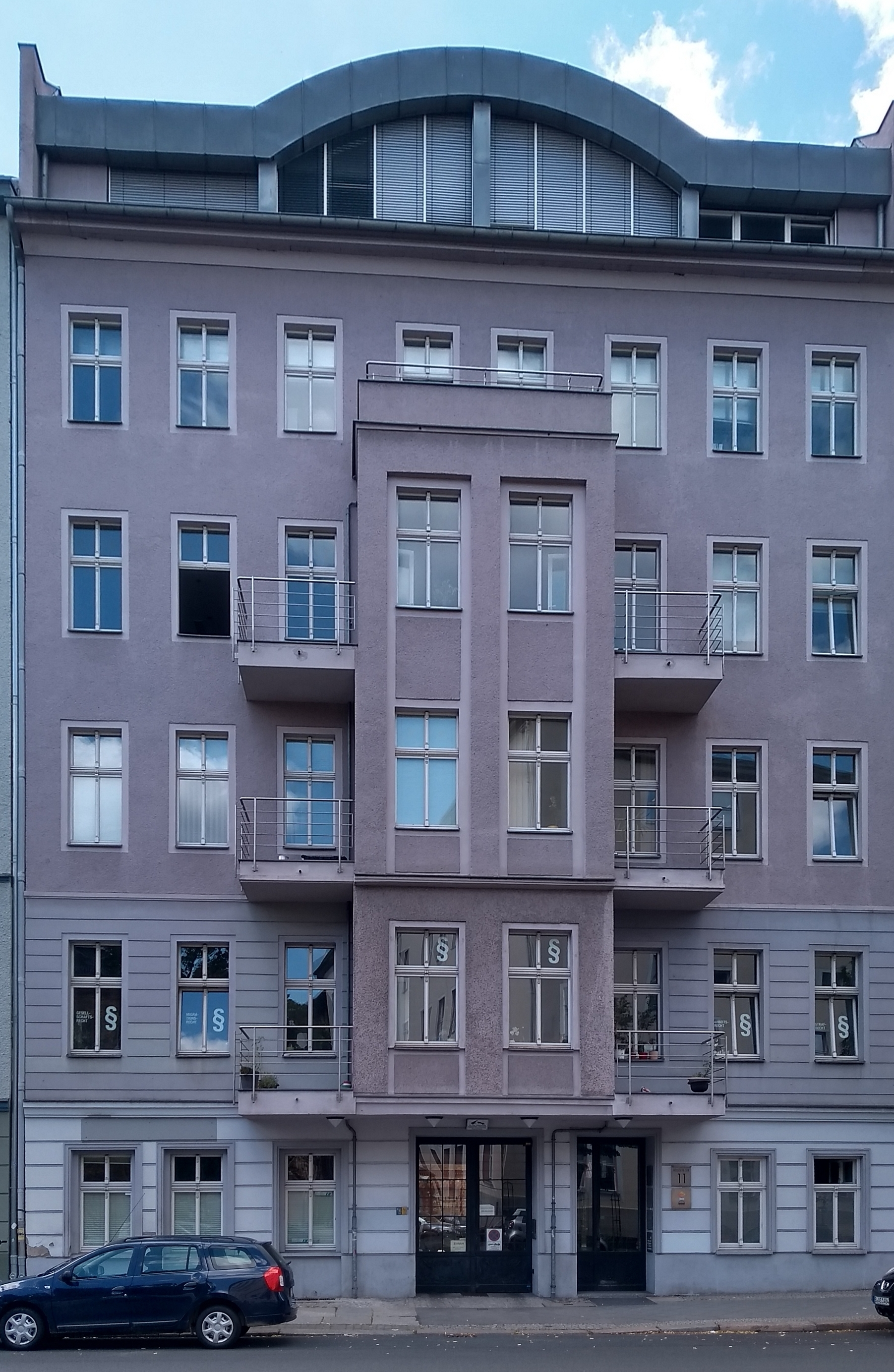
Ambassade à Berlin.
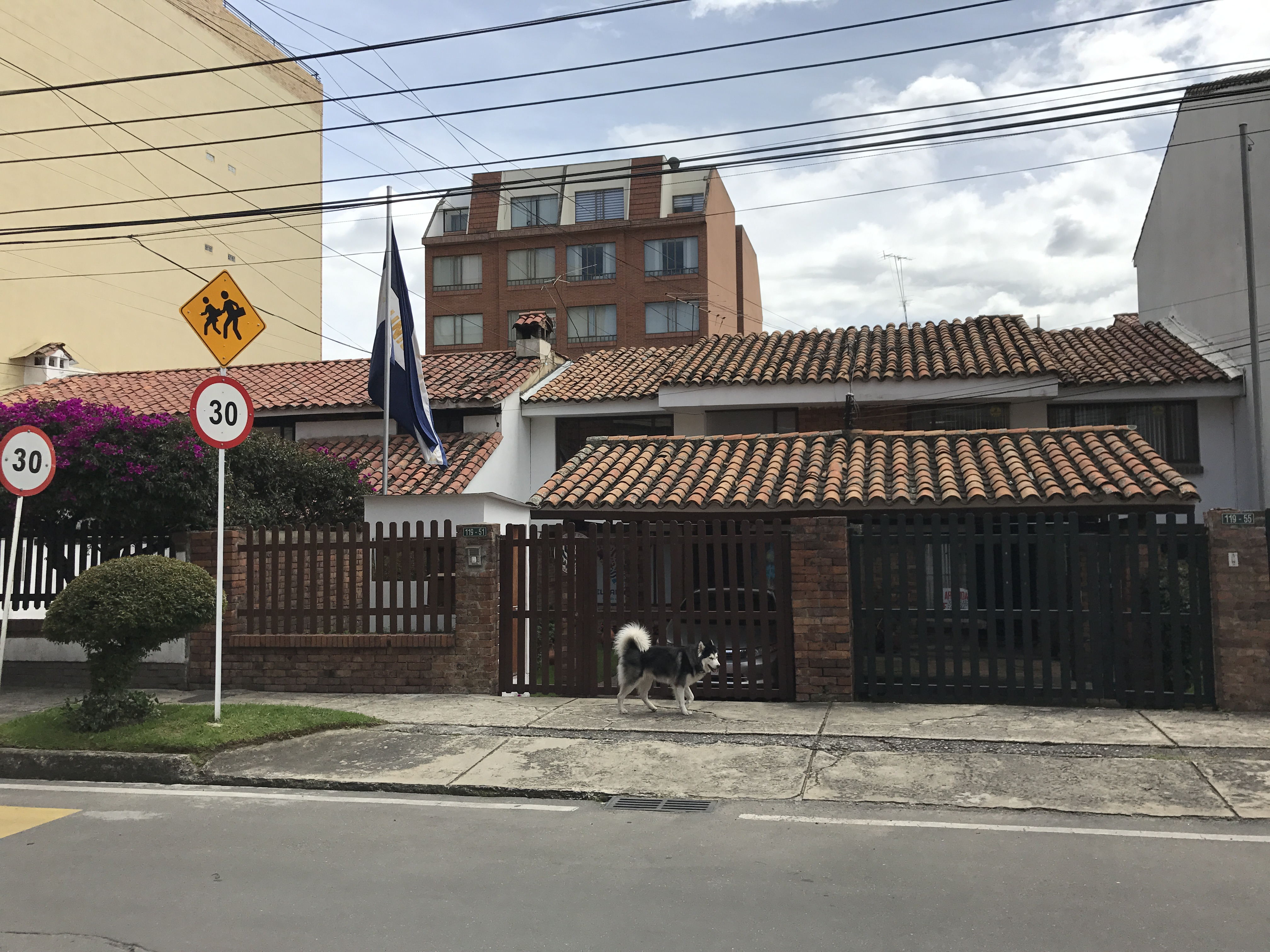
Ambassade à Bogotá.
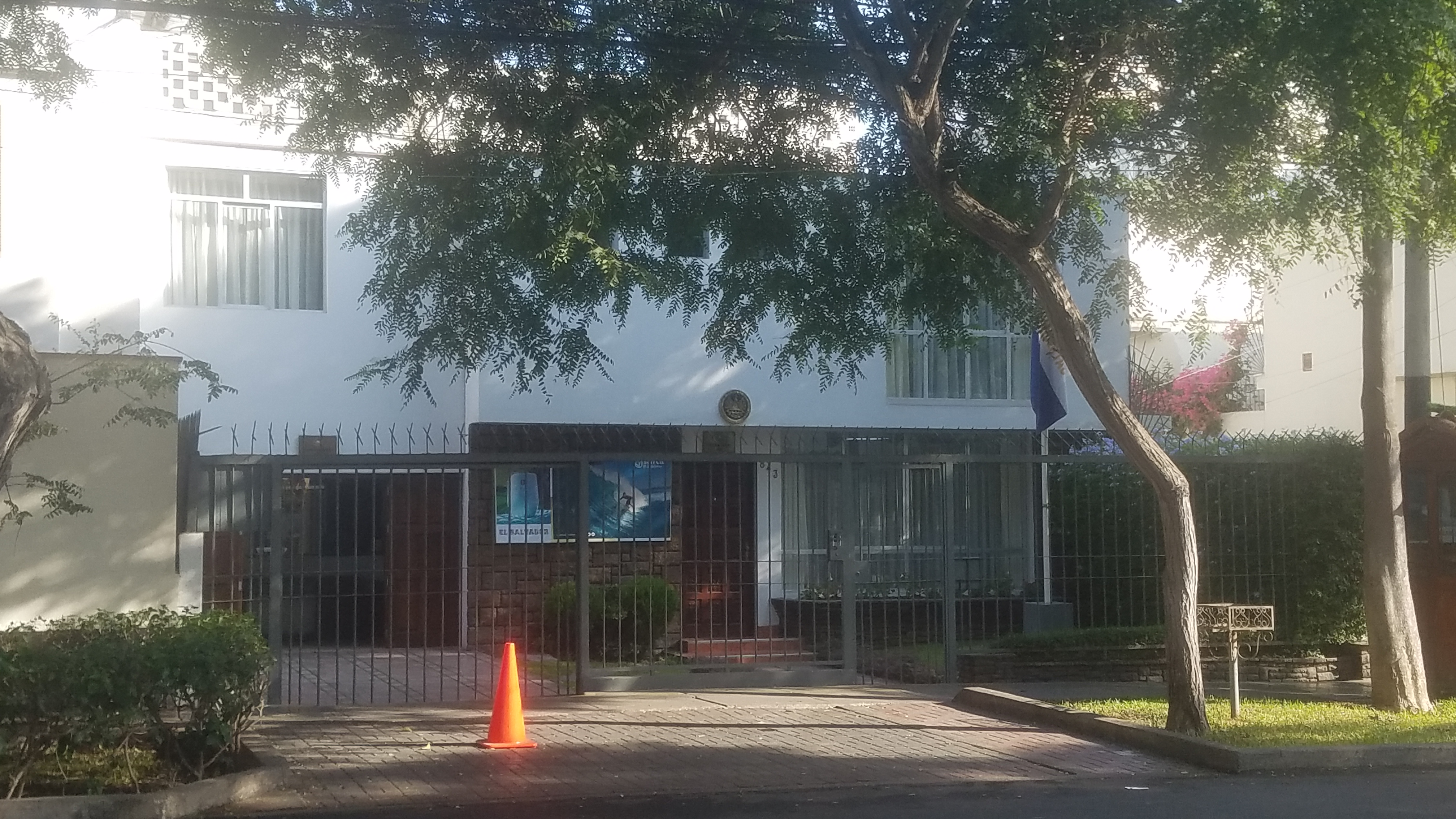
Ambassade à Lima.
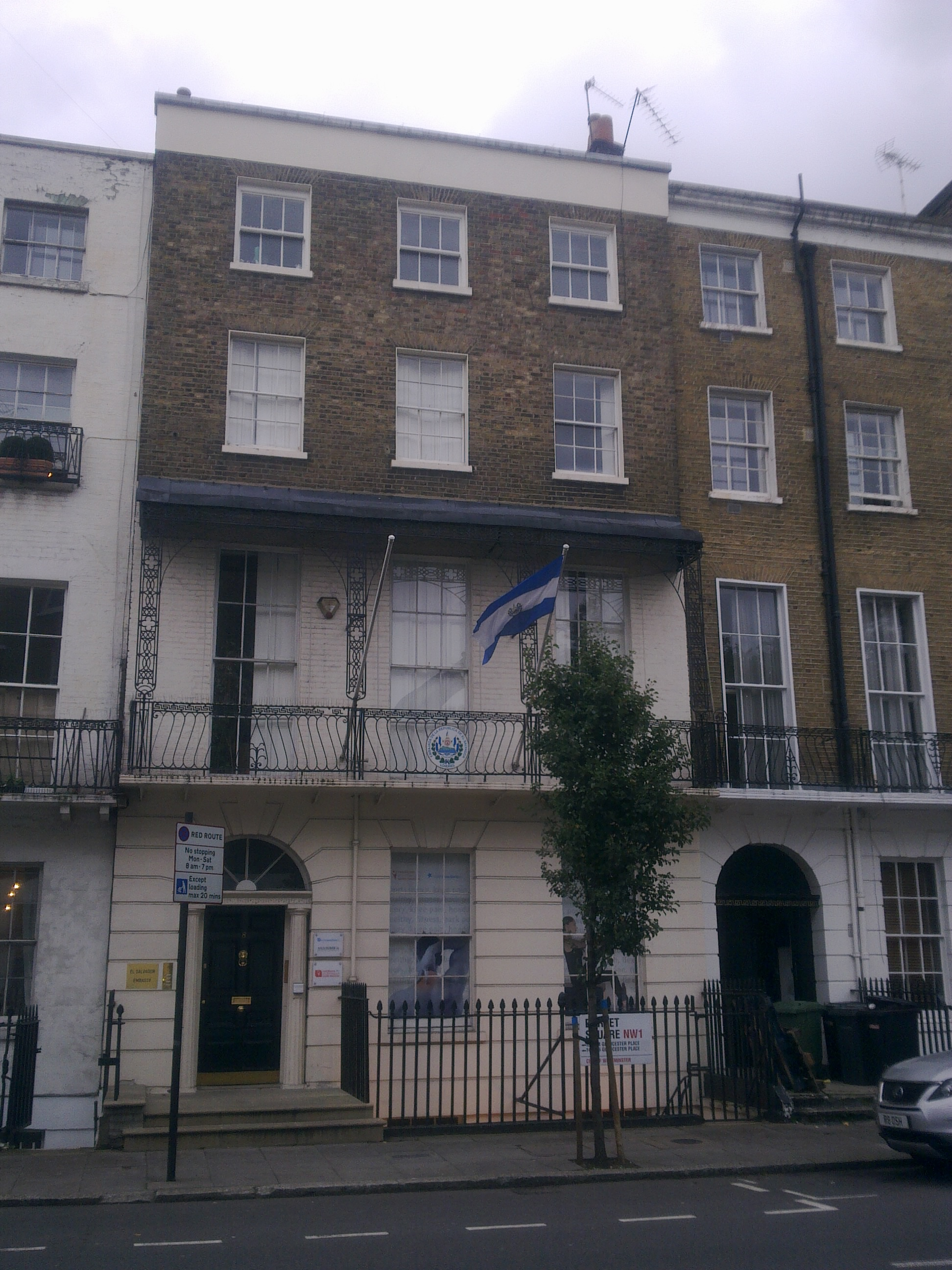
Ambassade à Londres.
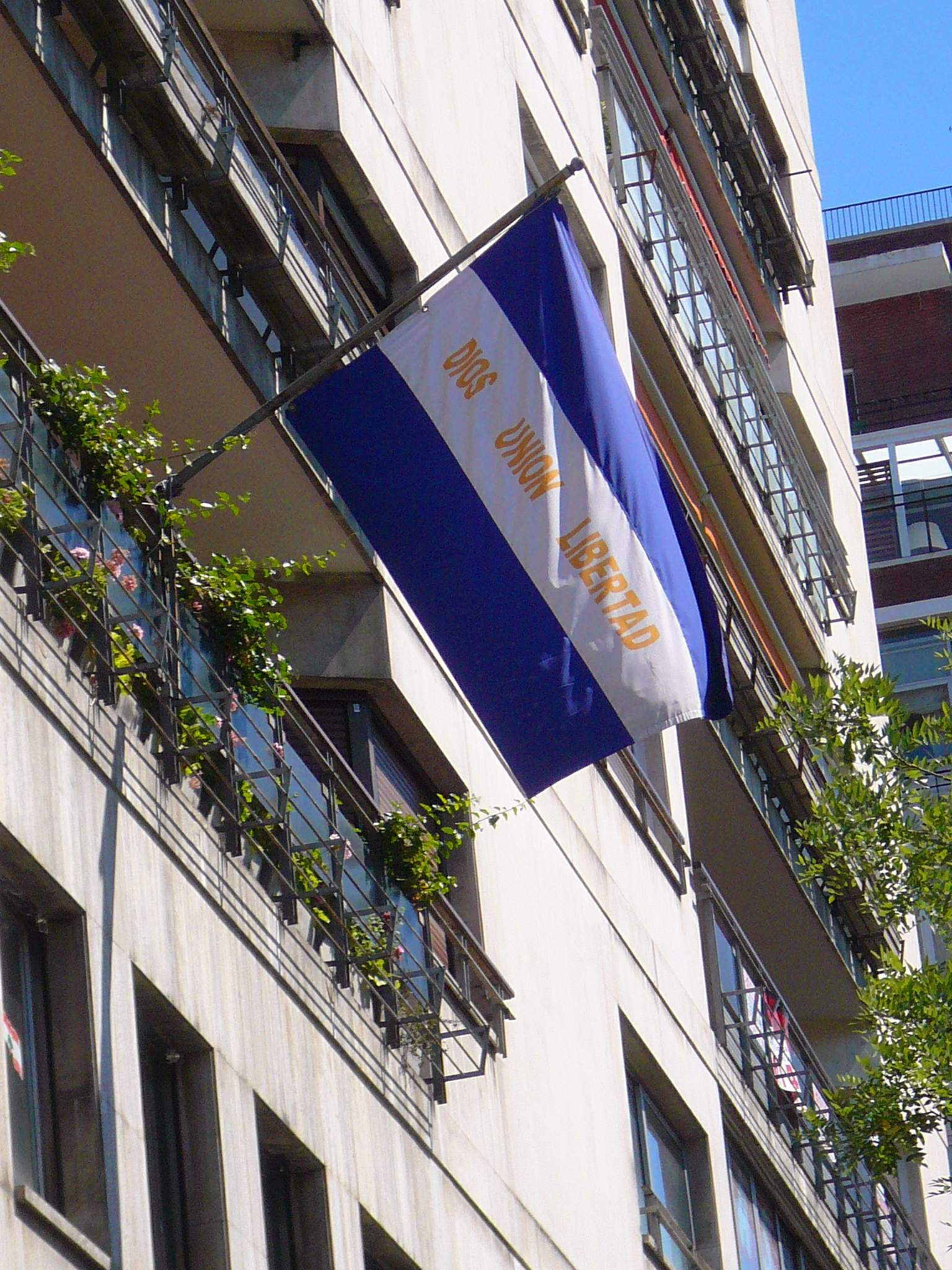
Ambassade à Madrid.
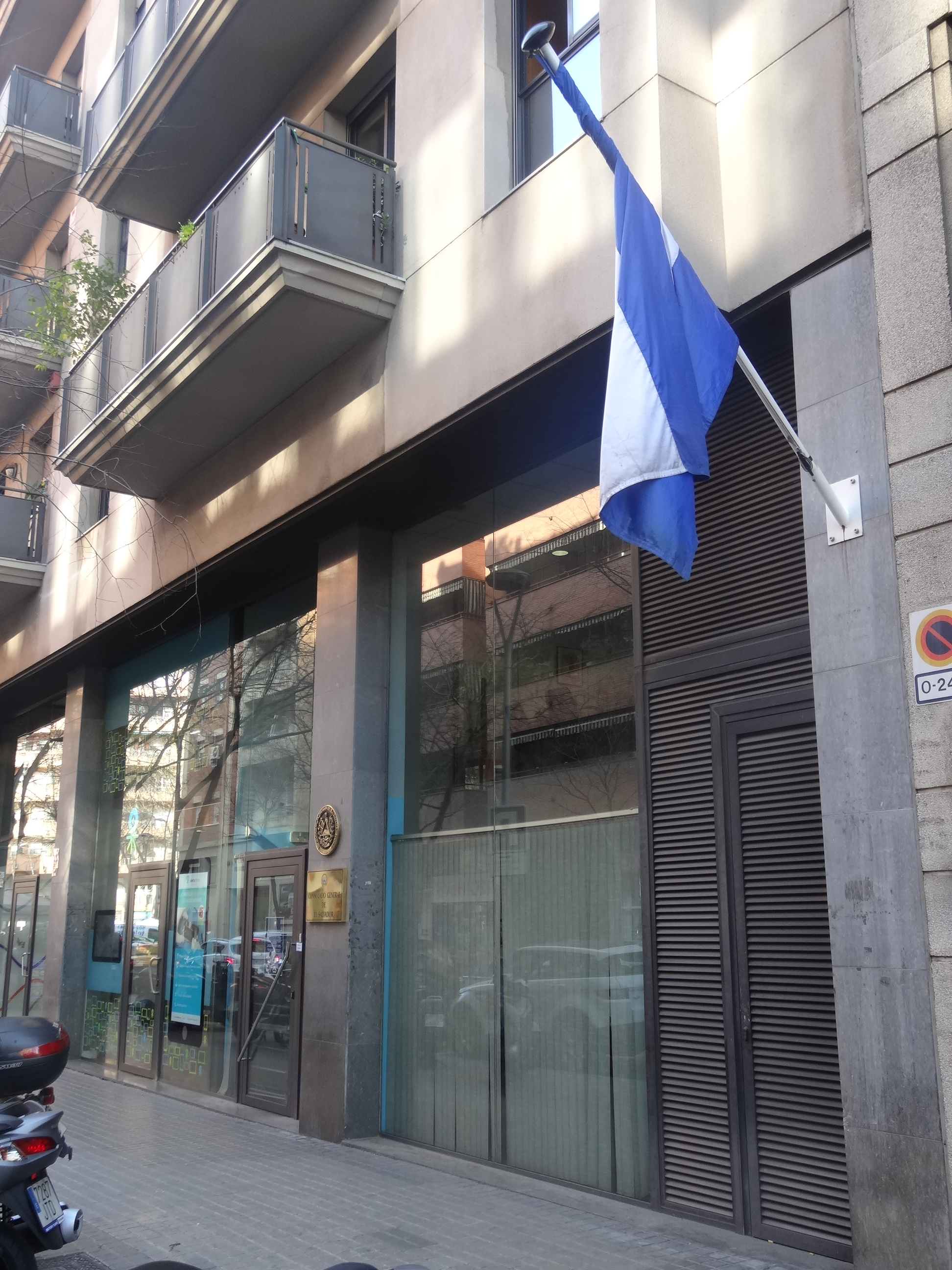
Consulat général à Barcelone.
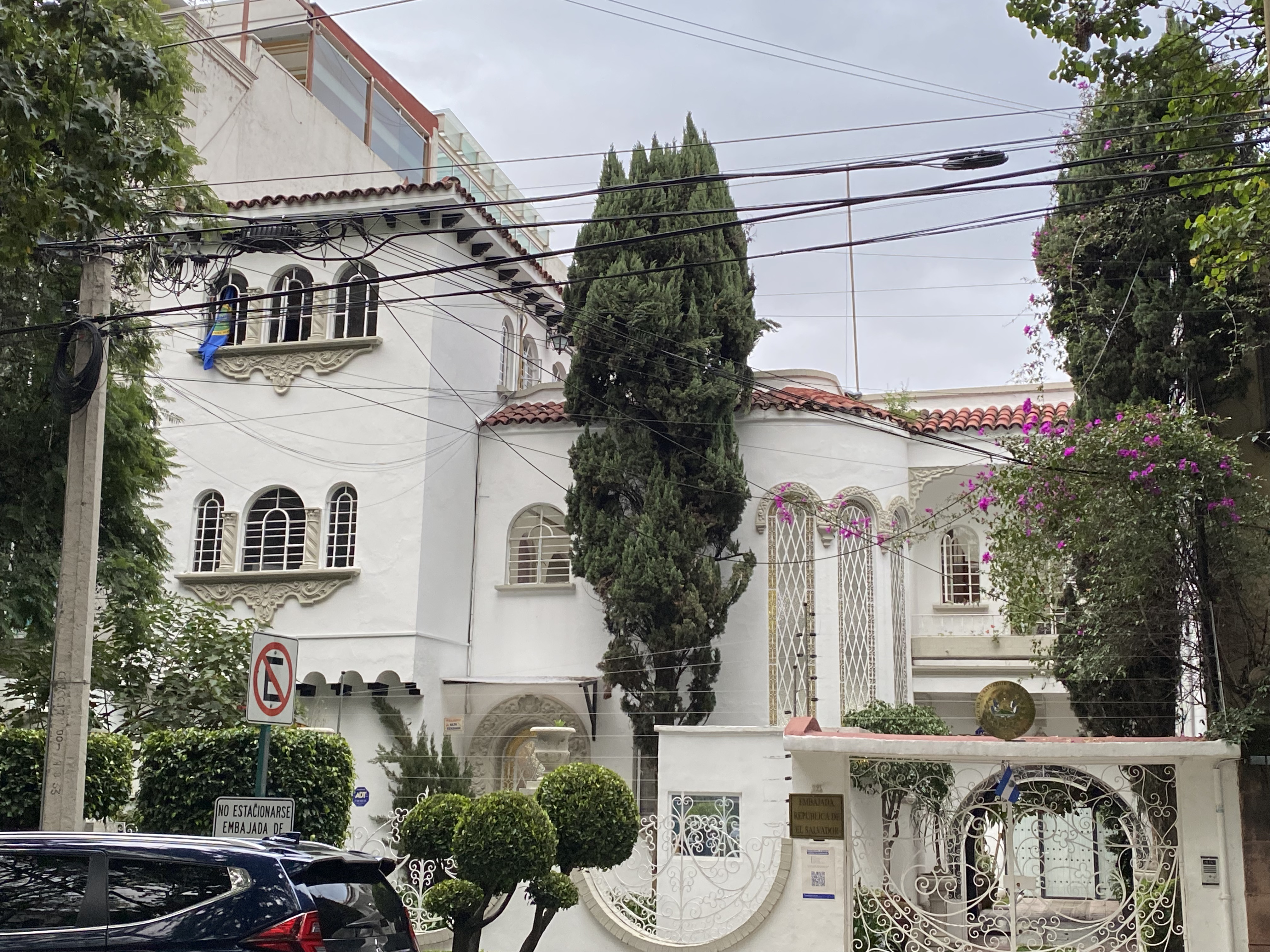
Ambassade à Mexico.
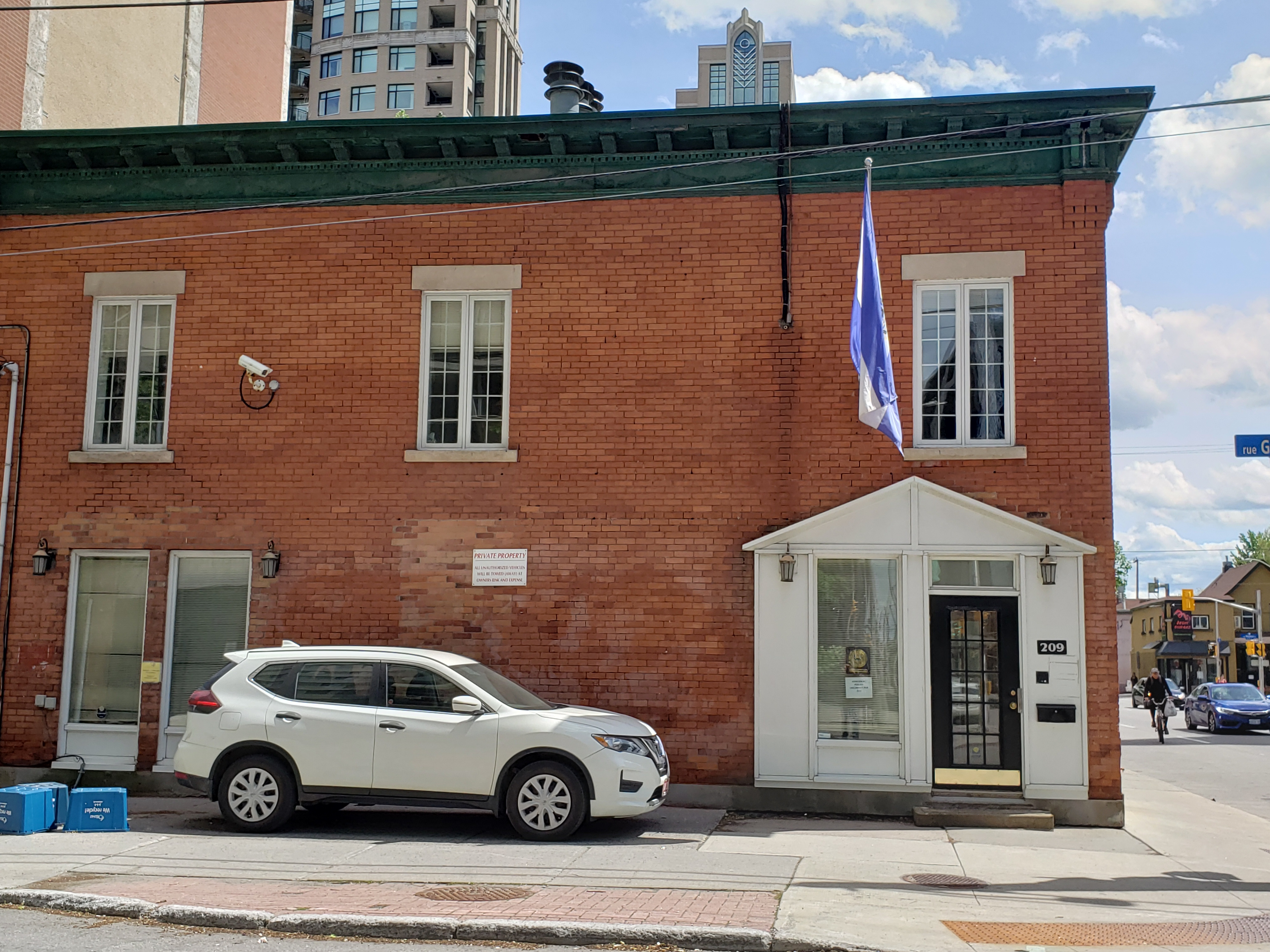
Ambassade à Ottawa.
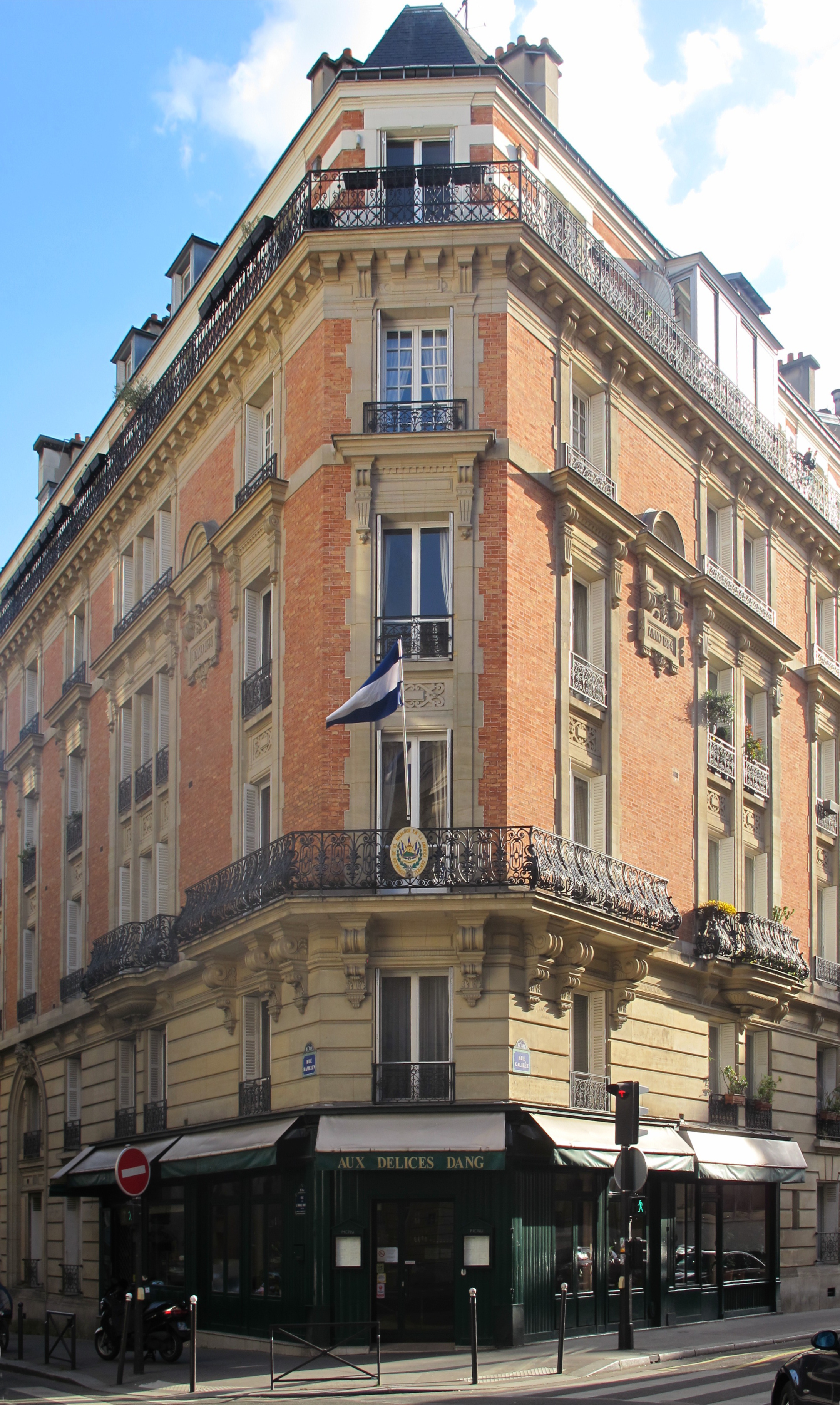
Ambassade à Paris.
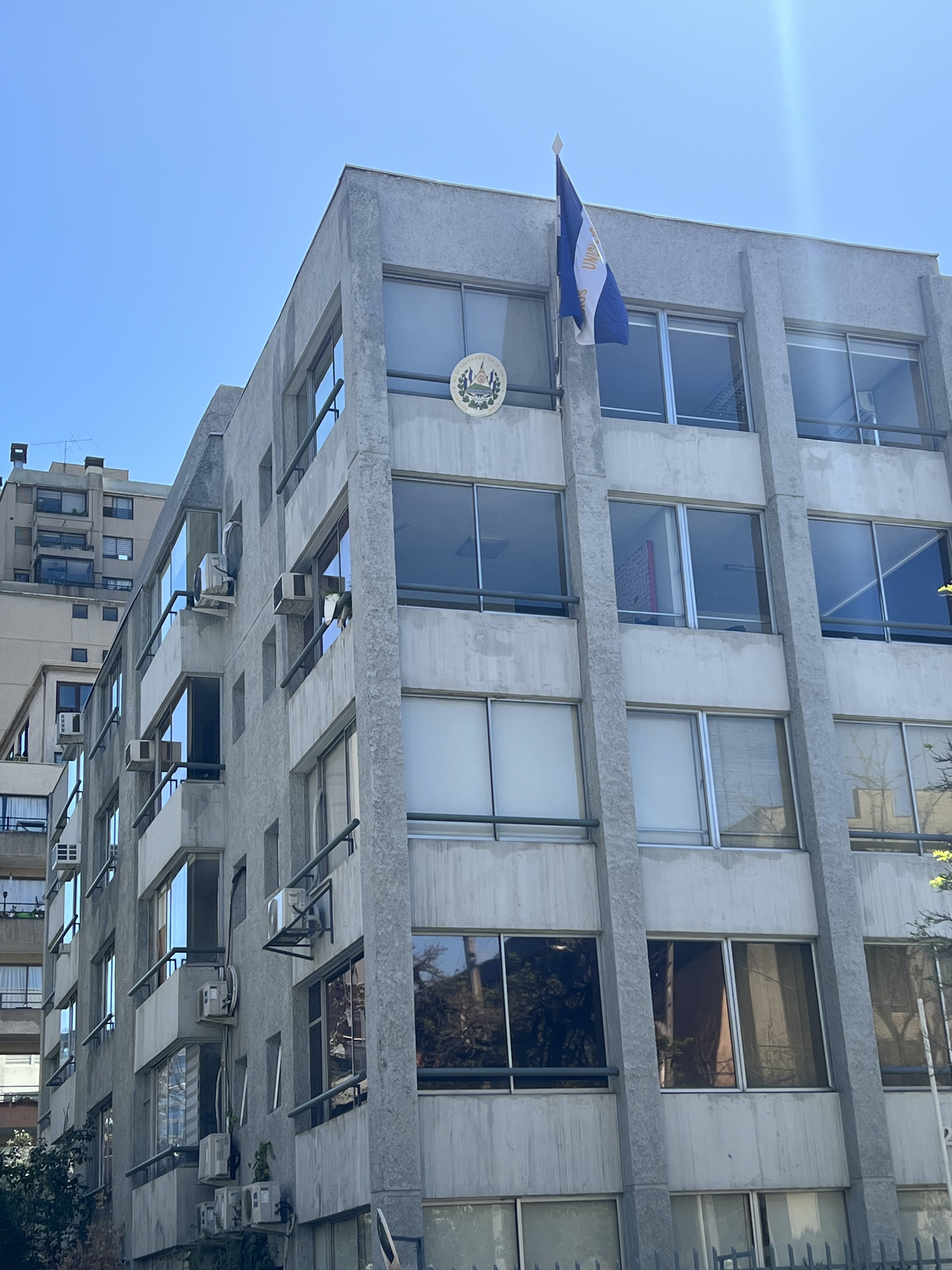
Ambassade à Santiago du Chili.
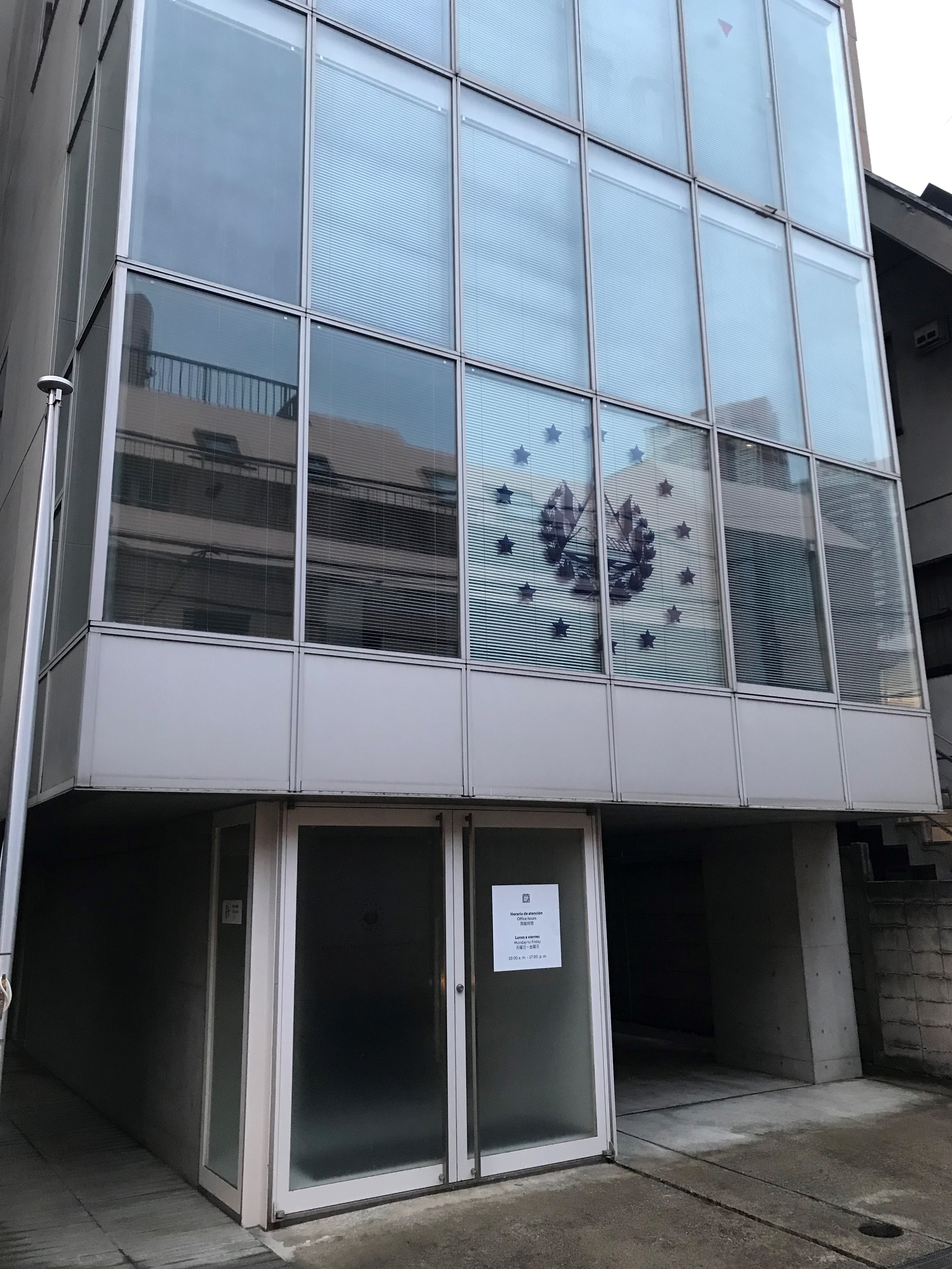
Ambassade à Tokyo.
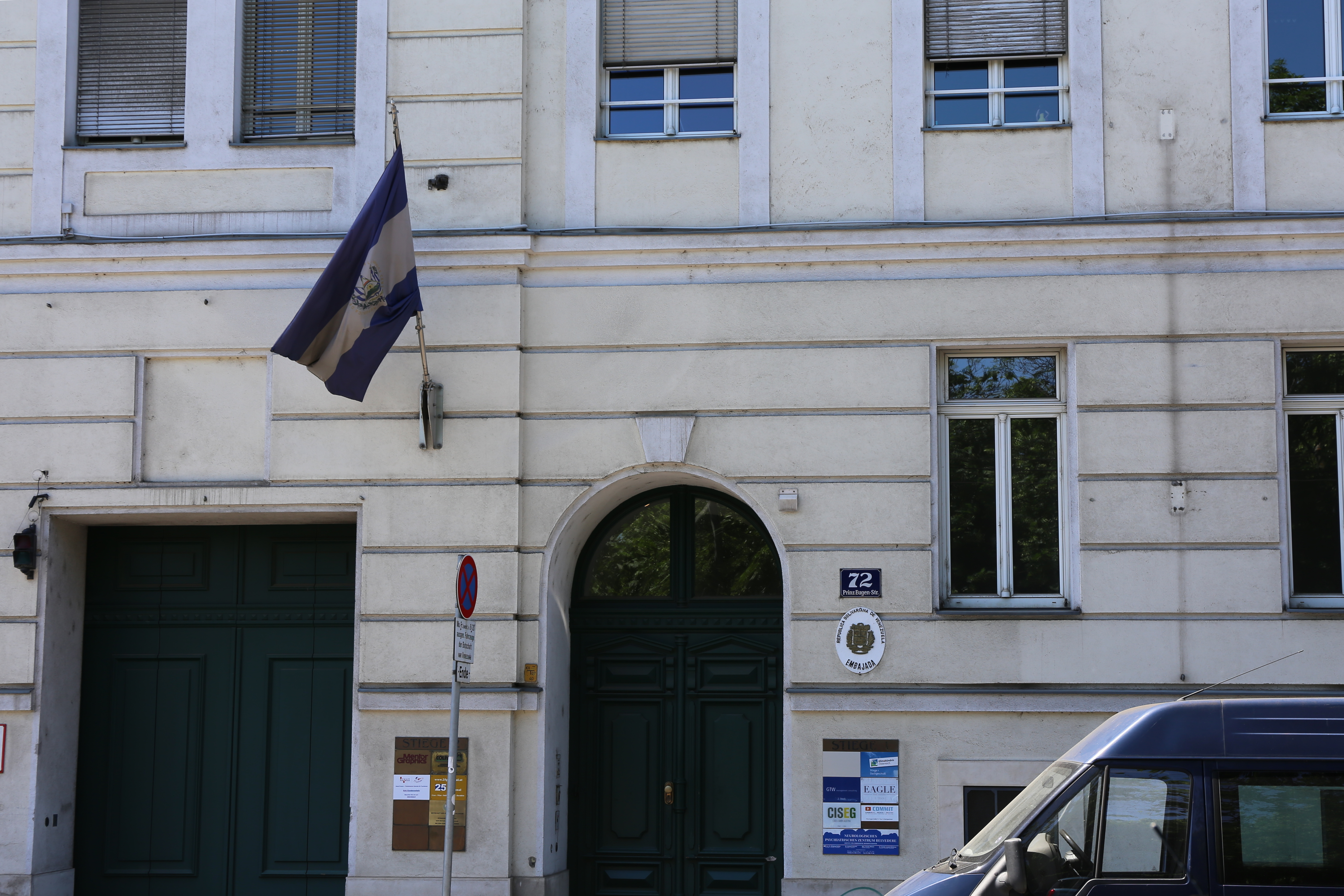
Ambassade à Vienne.
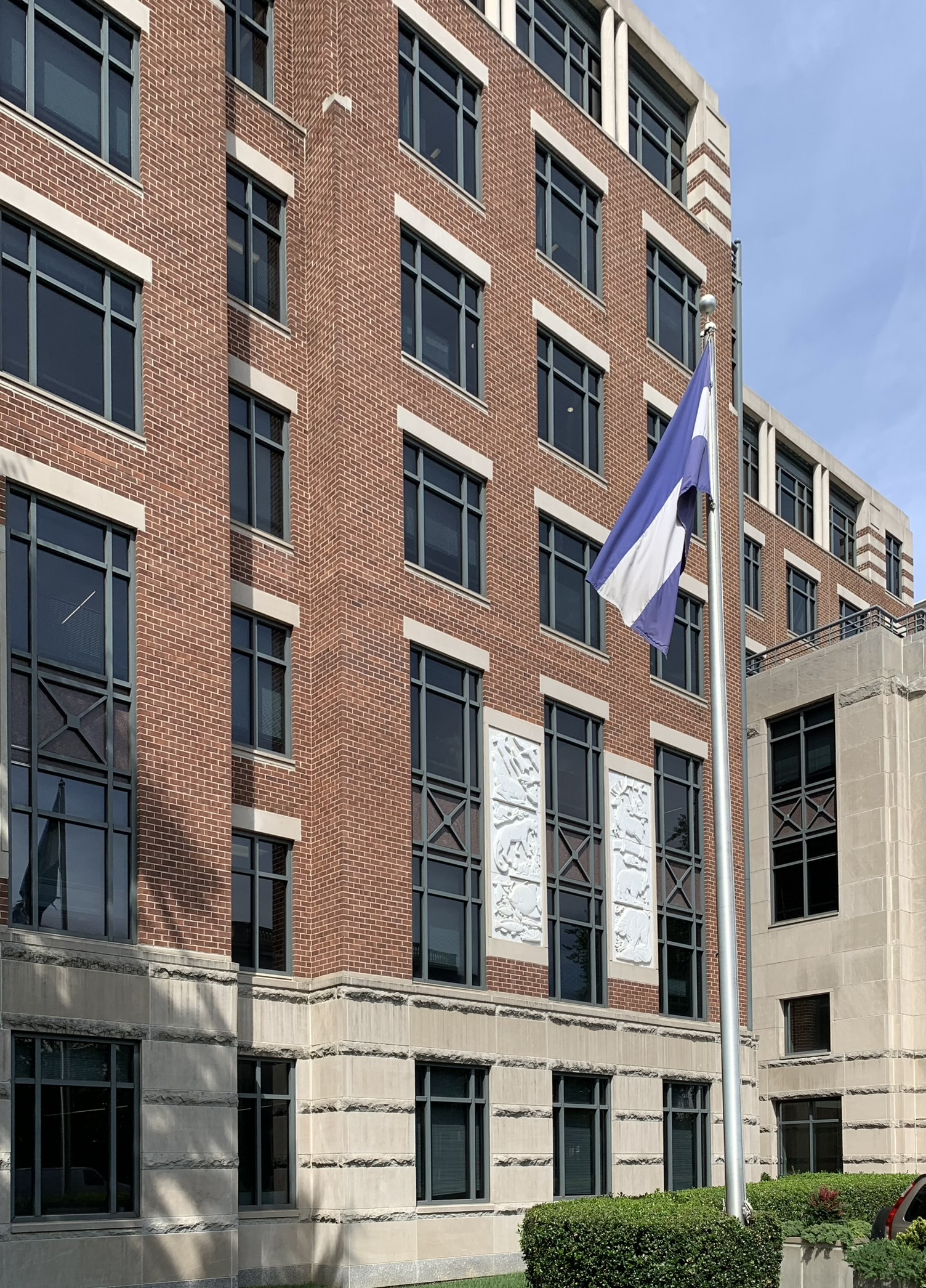
Bâtiment abritant l'ambassade à Washington.
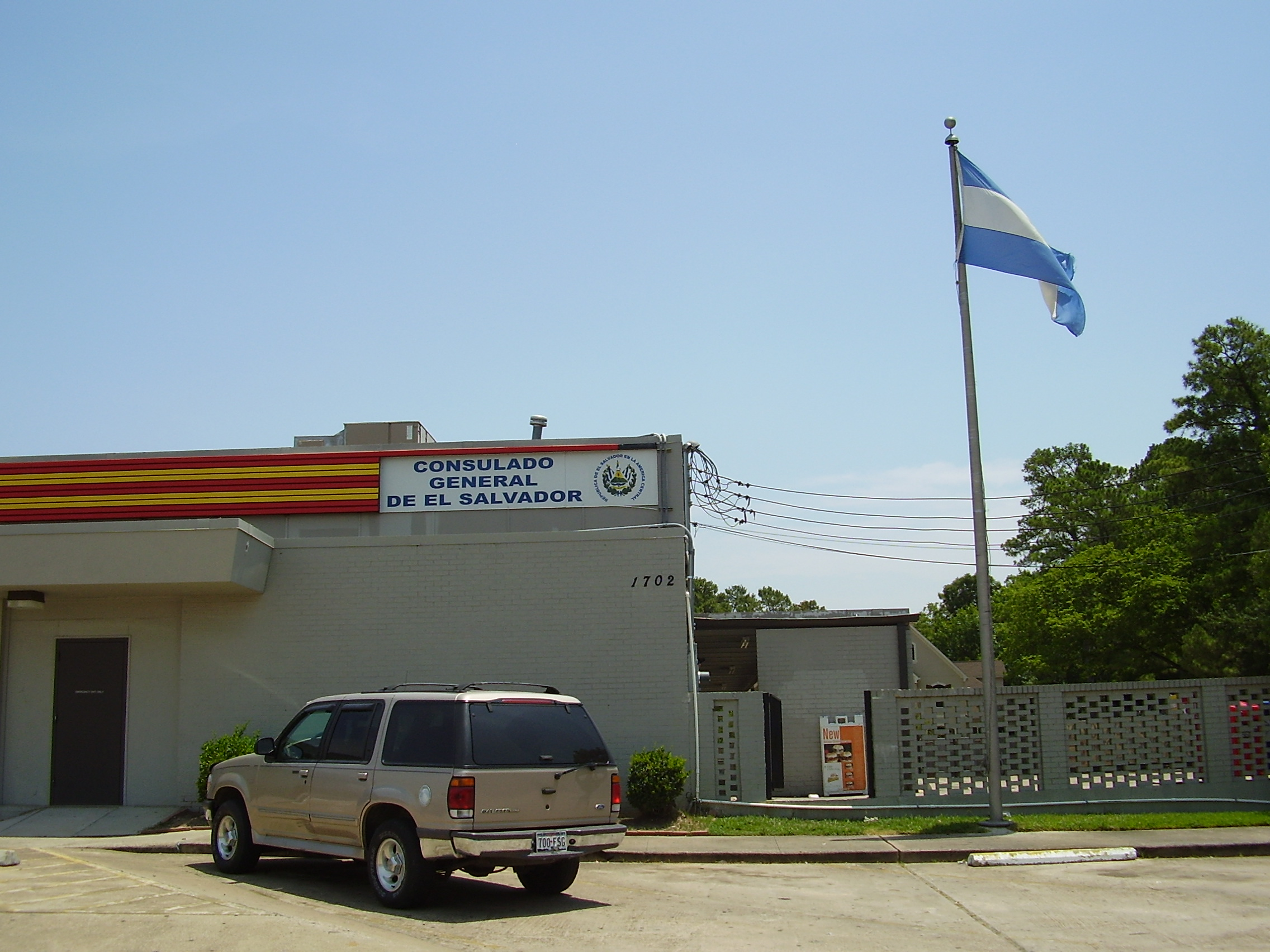
Consulat général à Houston.
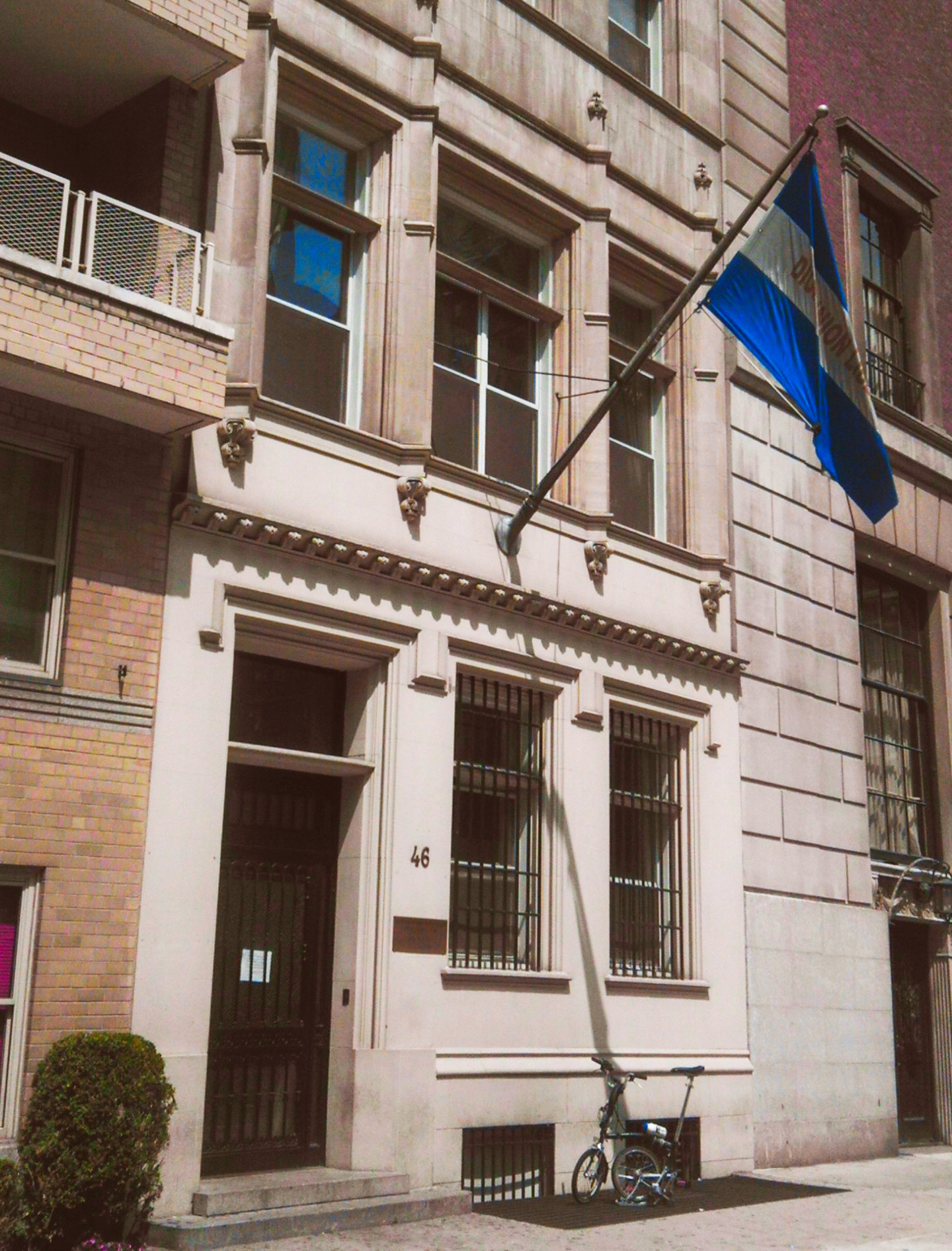
Consulat général à New York.
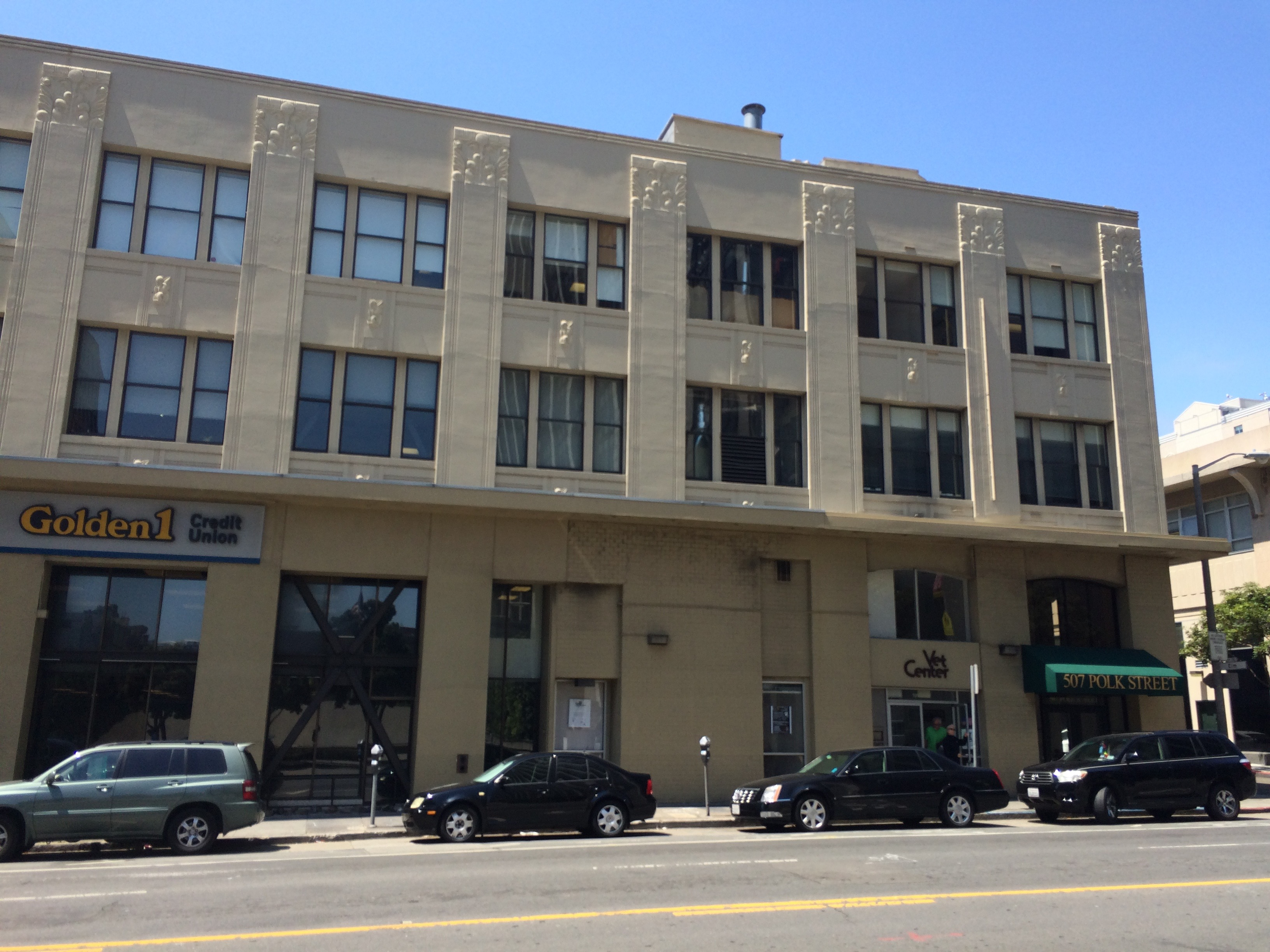
Consulat général à San Francisco.